# US Open 1992 (Badminton)
Die US Open 1992 im Badminton fanden vom 22. bis zum 27. September 1992 im Bren Events Center der University of California in Irvine statt. Das Preisgeld betrug 35.000 US-Dollar, was dem Turnier zu einem Zwei-Sterne-Status im Grand Prix verhalf.

## Sieger und Platzierte
| Disziplin    | Gold                           | Silber                         | Bronze                               |
| ------------ | ------------------------------ | ------------------------------ | ------------------------------------ |
| Herreneinzel | Poul-Erik Høyer Larsen         | Liu Jun                        | Hendrawan                            |
| Herreneinzel | Poul-Erik Høyer Larsen         | Liu Jun                        | Foo Kok Keong                        |
| Dameneinzel  | Lim Xiaoqing                   | Christine Gandrup              | Hisako Mizui                         |
| Dameneinzel  | Lim Xiaoqing                   | Christine Gandrup              | Pernille Nedergaard                  |
| Herrendoppel | Cheah Soon Kit Soo Beng Kiang  | Thomas Lund Jens Olsson        | Jan-Eric Antonsson Stellan Österberg |
| Herrendoppel | Cheah Soon Kit Soo Beng Kiang  | Thomas Lund Jens Olsson        | Nick Ponting Dave Wright             |
| Damendoppel  | Christine Gandrup Lim Xiaoqing | Kimiko Jinnai Hisako Mori      | Pernille Dupont Lotte Olsen          |
| Damendoppel  | Christine Gandrup Lim Xiaoqing | Kimiko Jinnai Hisako Mori      | Si-an Deng Doris Piché               |
| Mixed        | Thomas Lund Pernille Dupont    | Jan-Eric Antonsson Lotte Olsen | Joko Mardianto Sri Untari            |
| Mixed        | Thomas Lund Pernille Dupont    | Jan-Eric Antonsson Lotte Olsen | Chan Siu Kwong Chung Hoi Yuk         |

## Finalergebnisse
| Disziplin    | Sieger                           | Finalist                       | Ergebnis   |
| ------------ | -------------------------------- | ------------------------------ | ---------- |
| Herreneinzel | Poul-Erik Høyer Larsen           | Liu Jun                        | 15-7 15-4  |
| Dameneinzel  | Lim Xiaoqing                     | Christine Magnusson            | 11-2 11-2  |
| Herrendoppel | Cheah Soon Kit Soo Beng Kiang    | Thomas Lund Jens Olsson        | 15-9 15-11 |
| Damendoppel  | Lim Xiaoqing Christine Magnusson | Kimiko Jinnai Hisako Mori      | 15-4 15-9  |
| Mixed        | Thomas Lund Pernille Dupont      | Jan-Eric Antonsson Lotte Olsen | 15-5 15-10 |